# Кіпрська визвольна боротьба (1955—1959)
Кіпрська визвольна боротьба в 1955-59 роках (відоме як Надзвичайна ситуація на Кіпрі (англ. Cyprus Emergency)) — політична та збройна боротьба греків-кіпріотів проти британського колоніального правління і за возз'єднання острова з Грецією.
Політичним лідером повстанців був архієпископ Макаріос. Бойові дії вела націоналістична організація ЕОКА, створена і очолена Георгіосом Гривасом.
Збройна боротьба розпочалися 1 квітня 1955 року із серії терористичних актів проти військових та цивільних об'єктів в усіх великих містах острова.
Бойовики ЕОКА атакували британських військових; чиновників колоніальної адміністрації; прихильників Комуністичної партії; кіпріотів, що виступали за збереження Кіпру у складі Британської імперії і членів турецької громади острова.
Бойові дії складалися переважно з терористичних актів та військово-поліцейських рейдів у відповідь.
Конфлікт закінчився проголошенням у 1959 році незалежної Республіки Кіпр. Повстанцям так і не вдалося досягти головної мети — возз'єднання з Грецією. У подальшому спроби греків-кіпріотів здійснити енозісу призвели до Кіпрського конфлікту та турецького вторгнення на острів.

## Хронологія подій

### 1955

#### Початок збройної боротьби— «Атака 1 квітня»
Збройна боротьба розпочалась в ніч з 31 березня на 1 квітня 1955 року, коли повстанці з ЕОКА одночасно атакували об'єкти в містах Нікосія, Лімасол, Ларнака та Фамагуста. Біли атаковані наступні будівлі:
- Нікосія: урядова радіостанція, секретаріат губернатора, департамент освіти та казарми Вулсі.
- Ларнака: головне відділення поліції району, адміністрація району, будівля суду і будинок начальника поліції.
- Лімасол: головне відділення поліції району, поліцейський відділок у кварталі Айоіс Іоаніс і військові казарми.
- Фамагуста: склад військового спорядження та склад пального для електростанції.

Під час нападу повстанці використовували «коктейлі Молотова» та саморобні вибухові пристрої. Оскільки напади відбувалися вночі, то не було жертв серед британських військових та цивільних осіб. Під час акції загинув лише один член ЕОКА на ім'я Модестос Пантелі, він помер від удару електричним струмом при спробі перерізати силовий кабель.
Протягом кількох наступних днів британська поліція заарештувала щонайменше шість учасників ЕОКА, причетних до терористичного нападу. Вони були засуджені до тривалих термінів ув'язнення/
Доктор Фазиль Куджук, політичний лідер турків-кіпріотів, після подій 1 квітня у листі до губернатора острова Армітіджа, висловив занепокоєння та засудив терористичні акти. Також акцію засудили кіпрські «ліві» партії та рухи.

#### Політична боротьба
Керівництву повстанців було зрозуміло, що лише збройної боротьби недостатньо для перемоги над британцями. Важливу роль у їх планах відводилася політичній боротьбі проти колоніального статусу — розголос та привертання уваги до Кіпрського питання на міжнародному рівні, задля ствоерння міжнародного тиску на Велику Британію.
Першим кроком в цьому напрямку стала участь архієпископа Макаріоса на Бангдунзькій конференції, що проводилася у квітні 1955 року. В конференції взяли участь 29 країн Африка та Азії, в яких проживало понад половина населення Землі. Більшість учасників відносно недавно позбавилися колоніальної залежності від європейських держав, тому позиція Макаріоса і боротьба за незалежність Кіпру була схвально сприйнята більшістю учасників.

#### Тристороння конференція та позиція держав
В період з 29 серпня по 9 вересня 1955 року в Лондоні з ініціативи Великої Британії відбулась конференція присвячена Кіпрському питанню. В конференції взяли участь міністри іноземних справ Англії, Греції та Туреччини. Сторони сформулювали свої позиції у Кіпрському питанні наступним чином.
Позиція Великої Британії. Міністр іноземних справ Макміллан зазначив, що британська окупація Кіпра була юридично оформлена ще у 1878 році. Також Британія має певні зобов'язання перед іншими країнами у підтриманні безпеки у Східному Середземномор'ї для виконання яких життєво необхідний контроль над островом, де розташовані військово морські бази. З огляду на це Уряд ЇЇ Величності готовий розширити права кіпріотів на самоуправління, але в контексті британської юрисдикції.
Позиція Греція. Міністр іноземних справ Стефанос Стефанопулос заявив, що Греція визнає важливість зобов'язань Великої Британії щодо гарантій та підтримання безпеки у регіоні, але наголосив, що цінність Кіпру для Британії буде ще вища, якщо кіпріоти зможуть реалізувати право на самовизначення, що і є єдиною метою грецьких зусиль. У випадку, якщо кіпріоти вирішать, що острів має стати частиною Греції, до грецька сторона гарантує Британії збереження її військових баз і готова виконати вимоги Туреччини щодо прав та гарантій безпеки туркам-кіпріотам.
Позиція Туреччини. Представник турецького уряду озвучив Фатін Зорлу озвучив бачення Кіпрської проблеми Республікою Туреччина.

#### Травень 1955
- 24 травня у Нікосії молодіжна демонстрація, у який взяло участь приблизно 700 осіб, закидала камінням поліцейські.
- 25 травня у Нікосії був здійснений замах на губернатора Армітіджа. Чаріалос Ксенофонтос заклав бомбу з годинниковим механізмом у залі кінотеатру «Палас». На щастя, підривник помилився з розрахунком часу і вибух пролунав через 15 хвилин після закінчення сеансу, тільки завдяки цьому вдалося уникнути жертв[3][4].

#### Червень 1955
- 19 червня бійці ЕОКА підірвали вибухівку у будівлі головного відділення поліції у Нікосії[1]. Того для вони атакували поліцейський відділок в одному з передмість, поранивши одного співробітника поліції. У місті Пафос вісім повстанців ЕОКА роззброїли охорону суду, що складалася з трьох поліцейских, заклали кілька вибухових пристроїв у приміщеннях та підірвали їх[5].
- 22 червня група повстанців під проводом Реноса Кіріякідеса здійснила напад на поліцейський відділок в селищі Аміандос. Один поліцейський був вбитий, один був поранений. Повстанці захопили 4 одиниці вогнепальної зброї[6].

#### Липень 1955
- Архієпископ Макаріос III високо оцінив діяльність повстанців, 11 липня у листі до провідника ЕОКА Георгіоса Гриваса він написав:

Прийміть мої вітання. Внесок, що зробила EOKA [за останні три місяці] у справу Кіпру нескінченно більше, ніж вся попередня 75-річна балаканина.
- Обмеження громадянських свобод. 15 липня губернатор обмежив дію Habeas Corpus Act для громадян острова. Відтепер будь-хто, запідозрений до належності до заборонених організацій, міг бути затриманий на невизначений час без судового рішення. Затриманих розміщали у в'язниці міста Нікозія, Киренійському замку та в спеціальних таборах. В період з 15 липня 1955 по 22 лютого 1959 через ув'язнення пройшло 3300 греків-кіпріотів[2].

#### Серпень 1955
- 6 серпня губернатор видав розпорядження про створення допоміжних поліцейських підрозділів до яких активно рекрутувалися мешканці турецької громади острова.
- 13 серпня колоніальною владою Кіпру була встановлена кримінальна відповідальність за носіння вогнепальної зброї — 7 років ув'язнення.

#### Вересень 1955
- 10 та 11 вересня на Кіпр почали прибувати підрозділи британських сил спеціального призначення, загальною кількістю у 1500 осіб.
- 15 вересня губернатор Армітаж заборонив діяльність організації ЕОКА
- Розгляд Кіпрського питання в ООН. 20 вересня на 10 сесії Генеральної Асамблеї ООН за поданням Греції було розглянуто питання про вирішення Кіпрської проблеми через надання права на самовизначення. 23 вересня проти грецької пропозиції проголосувало 28 країн, 22 підтримали пропозицію, 10 країн утрималося. У відповідь Рада православної церкви Кіпру, яка була традиційним лідером громади ухвалила рішення про переходу до пасивного опору колоніальній владі, першим кроком стала відозва представників грецької громади з місцевих органів влади.
- 22 вересня група повстанців захопила велику кількість вибухівки на шахті Мітсеро.
- Втеча з Киренійського замку. 23 вересня 16 бойовиків ЕОКА, що відбували ув'язнення у замку міста Киренії, здійснили втечу за допомогою мотузки, зв'язаної зробленої з простирадл. Семеро втікачів були затримані протягом найближчих днів, інші продовжили боротьбу в лавах повстанських загонів. Через втечу преса та опозиційні партії піддали критиці дії уряду Великої Британії.
- Новий губернатор. 25 вересня новим губернатором Кіпру був призначений сер Джон Хардінг.
- 29 вересня пройшов національний 24 годинний страйк. Під час демонстрацій та сутичок з поліцією загинув 1 кіпріот.

#### Жовтень 1955
- 4 жовтня група з 5 бойовиків ЕОКА здійснила напад на дільницю поліції у селищі Лефконіко та захопила 5 одиниць зброї.
- Перемовини між Макаріосом та Хардінгом. В період з 4 по 12 жовтня були проведені перемовини між архієписком Макаріосом та новим губернатором Кіпру Хардінгом за для вирішення кризи. Губернатор запропонував вихід з конфлікту через розширення прав місцевого самоврядування, Макаріос продовжував обстоювати право жителів острова на самовизначення, а отже на проголошення незалежності і енозісу. Через велику розбіжність між позиціями сторін, вони не змогли дійти до згоди і 12 жовтня сторони заявили про припинення перемовин.
- 20 жовтня група з 8 бойовиків ЕОКА здійснила напад військовий склад у місті Фамагуста та захопила 16 одиниць зброї.
- День Ні. 28 жовтня — загальнонаціональне грецьке свято, що відзначається у Греції та грецьких громадах по всьому світі. Не зважаючи на заборону британської колоніальної влади, грецькі націоналісти Кіпру провели масові заходи на честь свята, які закінчилися сутичками з поліцією та арештами. Цього ж дня суд ухвалив першим смертний вирок — Міхалакіса Караоліса засудили до страти за вбивство 28 серпня поліцейського Геродотоса Поуліса, кіпріота грецького походження.

#### Листопад 1955
- 26 листопада генерал-губернатор сер Джон Хардінг оголосив надзвичайний стан[8].

## Закінчення конфлікту
Конфлікт закінчився політичним врегулюванням під час Лондонської та Цюріхської конференцій. Після переговорів була проголошена незалежна республіка Кіпр. Велика Британія зберегла суверенітет над містами Акротирі й Декелія, де розташовані британські військові бази.